# Har Šina'an
Har Šina'an (hebrejsky: הר שנאן) je hora o nadmořské výšce 902 metrů na pomezí Libanonu a Izraele v pohoří Naftali v Horní Galileji.
Leží jihozápadně od vesnice Margalijot, přímo na hranici s Libanonem. Během první arabsko-izraelské války v roce 1948 byl tento vrchol místem intenzivních bojů. Zpočátku ho ovládli Arabové, teprve později byl obsazen izraelskými silami. V říjnu 1948 obsadila Arabská osvobozenecká armáda Fauzí al-Kaukdžího zdejší lokalitu Šejch Abed  a vedla odtud útok na židovskou vesnici Manara, na který Izraelci reagovali prostřednictvím Operace Ja'el. Tato izraelská operace byla neúspěšná, ale o pár dní později začala Operace Chiram, v jejímž rámci Izrael celé území dobyl. Vzhledem k pohraniční poloze podléhá přístup na Har Šina'an souhlasu bezpečnostních sil.
Podle tradice tu byl pohřben talmudistický učenec Rav Papa, působící ve 4. století křesťanského letopočtu, a také rabín Rav Aši.